# APQP
APQP - Advanced Product Quality Planning - på svenska I förväg planerad kvalitetssäkring av en produkt är en metodologi för att säkra kvalitet i projekt för nya produkter.
APQP används huvudsakligen i bilindustrin och är ett krav från flera bil- och lastbilstillverkare, till exempel Volvo Group Truck Operations, Volvo Personvagnar, Scania, GM och Ford motors. 
Vanligtvis innebär certifiering enligt ISO/TS16949 att metodologin APQP används enligt den referensmanual som ges ut av Automotive Industry Action Group (AIAG).